# Erin Moriarty
Erin Moriarty (New York, 24 juni 1994) is een Amerikaanse actrice.

## Biografie
Moriarty begon op haar elfde te acteren toen ze in een lokaal theater Annie speelde in de gelijknamige musical. Haar eerste professionele rollen waren gastrollen in de soap One Life to Live en de politieserie Law & Order: Special Victims Unit en een bijrol in Red Widow, de Amerikaanse remake van Penoza. Haar eerste filmrollen waren in The Watch uit 2012, naast Vince Vaughn, en de jeugdfilm The Kings of Summer uit 2013.
Ook in 2013 speelde ze een bijrol in het eerste seizoen van de politiereeks True Detective. In 2015 speelde ze een bijrol in het eerste seizoen van de Netflix-reeks Jessica Jones. In 2016 speelde ze met Mel Gibson in de misdaadthriller Blood Father. Ook vertolkte ze de hoofdrol in de horrorfilm Within en een kleine rol in het drama Captain Fantastic.
Nog in 2016 speelde ze een hoofdrol in het sportdrama The Miracle Season, naast onder meer Helen Hunt. Deze prent verscheen in 2018. In dat laatste jaar had ze een rol in de Franse Engelstalige avonturenfilm The Extraordinary Journey of the Fakir, de thriller Monster Party en de biografische film Driven over John DeLorean.
Het bekendst is Moriarty als Starlight in de superheldenserie The Boys van Amazon Studios. Het eerste seizoen verscheen medio 2019 en het tweede een jaar later. Voor de eerste aflevering van het tweede seizoen zong ze het nummer Never Truly Vanish in.
- Biblioteca Nacional de España: XX5668112
- Bibliothèque nationale de France: cb171118150 (data)
- International Standard Name Identifier: 0000 0004 6001 4711
- Library of Congress Control Number: no2018049756
- Nederlandse Thesaurus van Auteursnamen: 408696397
- Système universitaire de documentation: 199738823
- Virtual International Authority File: 9373152502746510800002